# DB Baureihe 430
DB Baureihe 430 är en tysk elmotorvagn som används i flera tyska städers S-Bahn-nät. BR 430 togs först i tjänst 2012, och ersatte då BR 420 i Stuttgarts S-Bahn.

## Användning

### Stuttgart

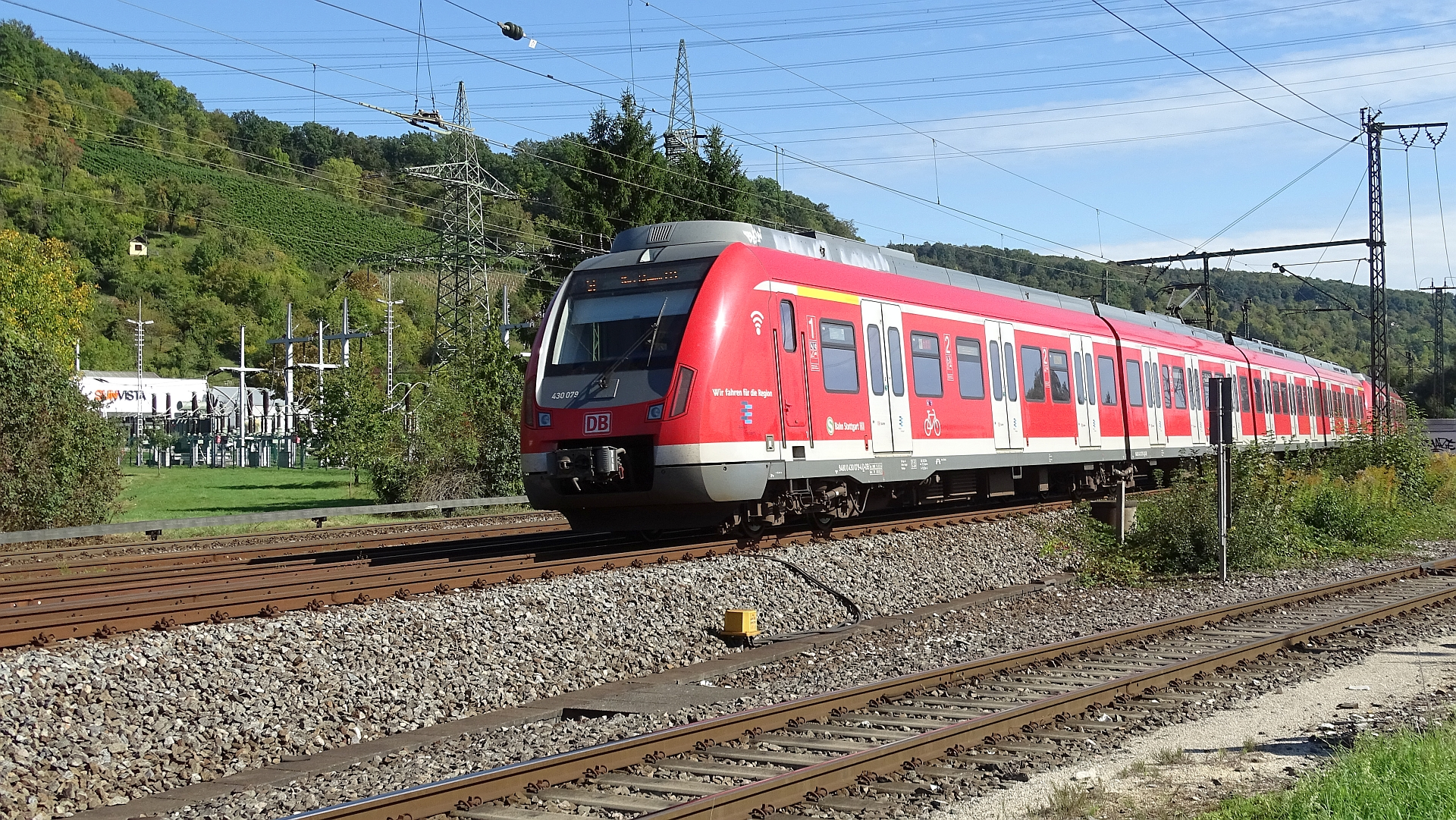
BR 430 från Stuttgarts S-Bahn

I februari 2009 offentliggjordes planerna på att ersätta flottan på 90 stycken BR 420 i Stuttgarts S-Bahn med 83 stycken motorvagnar av den då nyutvecklade typen BR 430. I maj 2009 beställde DB Regio 83 stycken motorvagnar, med option på ytterligare 83 enheter. DB kom även att utöka optionen till totalt 166 enheter, för att eventuellt beställas till Rhein-Ruhr S-Bahn. Från början var det planerat att alla enheter skulle vara levererade i juni 2013, med en leveransstart 2012. I verkligheten inleddes inte leveranserna förrän i april 2013, och den sista enheten levererades i slutet på 2014. 2011 beställdes 4 stycken enheter till för att kunna täcka upp vissa övriga linjer.

### Rhein-Main
I november 2011 meddelade lokaltrafikföretaget RMV (Rhein-Main-Verkehrsverbund) att man hade för avsikt att ersätta de dåvarande BR 420 på Rhein-Main S-Bahn med BR 430 under 2014 och 2015. I december 2011 offentliggjorde DB och Bombardier Transportation att DB beställt 90 enheter. 2014 började man testa typen i systemet och man började även utbilda lokförare på typen. I maj samma år började BR 430 att köras i trafik för första gången. Mellan 2018 och 2020 ersattes typen på linjen S7 av 14 stycken motorvagnar av typen BR 425. Anledningen till att man valde att ersätta BR 430 på denna linje var att höjden på BR 425 var bättre lämpad för plattformarna på linjen. Motorvagnarna som ersattes har delats upp mellan övriga linjer i S-Bahn-nätet. 2019 beställdes ytterligare 7 enheter, dessa är planerade att levereras i mitten på 2023.

### Rhein-Ruhr
I december 2009 tillkännagav lokaltrafikföretaget VRR (Verkehrsverbund Rhein-Ruhr) att BR 430 skulle börja användas i området från och med 2012. Detta skulle ge området ett totalt antal på 116 stycken BR 430 och BR 422. I april 2011 meddelade VRR att man annullerat sin beställning av BR 430. Beslutet kom som ett resultat av att man valt att ersätta de lokdragna tågen på linjerna S5 och S8 med fler enheter av typen BR 422 istället för att beställa en helt ny typ av motorvagn.  

## Design
BR 430 är designmässigt väldigt lik BR 422 som den är baserad på. Passagerarytorna är i stort sett samma, med luftkonditionering och utfällbara trappsteg för påstigning. Enheterna som används i Stuttgart är utrustade med 16 övervakningskameror per tåg, hyllor för resväskor samt LED-belysning. Tågen är också utrustade med displayer som visar information om stationer samt tidtabell. Sedan 2013 visas även anslutningar på skärmarna. 
BR 430 har jämfört med ursprungsdesignen BR 423 en avsevärt tystare uppstartsprocess. BR 430 har också en betydligt lägre energikonsumtion än föregångaren BR 420.
BR 430 är 0,9 meter längre än BR 423 men 1,1 meter kortare än BR 422. BR 430 är längre är BR 423 på grund av den annorlunda styrhytten som likt BR 422:s är byggd med deformationszoner enligt de senaste tyska säkerhetsreglerna för tåg. Anledning till att BR 430 är kortare än BR 422 beror på en omdesign av interiören i mellanvagnarna, där man tagit bort en rad med säten för att kunna korta ner vagnens längd. Anledningen till att man ville korta ner längden var för att man ville att ett tåg bestående av tre stycken BR 430 skulle få plats på en 210 meter lång plattform. Tre stycken BR 422 hade haft en längd på 208,3 meter, vilket hade lämnat väldigt små marginaler vid inbromsning. Ett tåg med tre sammankopplade BR 430 har därför en längd på 204,9 meter, vilket ansågs lämpligare. Dörrarna kan öppnas antingen genom att passagerarna trycker på dörröppningsknapparna på utsidan när tåget står vid perrongen, likt hur det funkar på BR 423, eller så kan lokföraren öppna alla dörrar som är på perrongsidan. Övriga skillnader jämfört med BR 423 så har BR 430 fler öppningsbara fönster, större informationsskärmar (likt de på BR 425) samt att tågets yttre informationsdisplayer är dubbelt så stora som de på dess föregångare. Tågets säten är i DB:s standardmönster, med läderbeklädda nackstöd. Sätesryggarna är även ergonomiskt utformade.

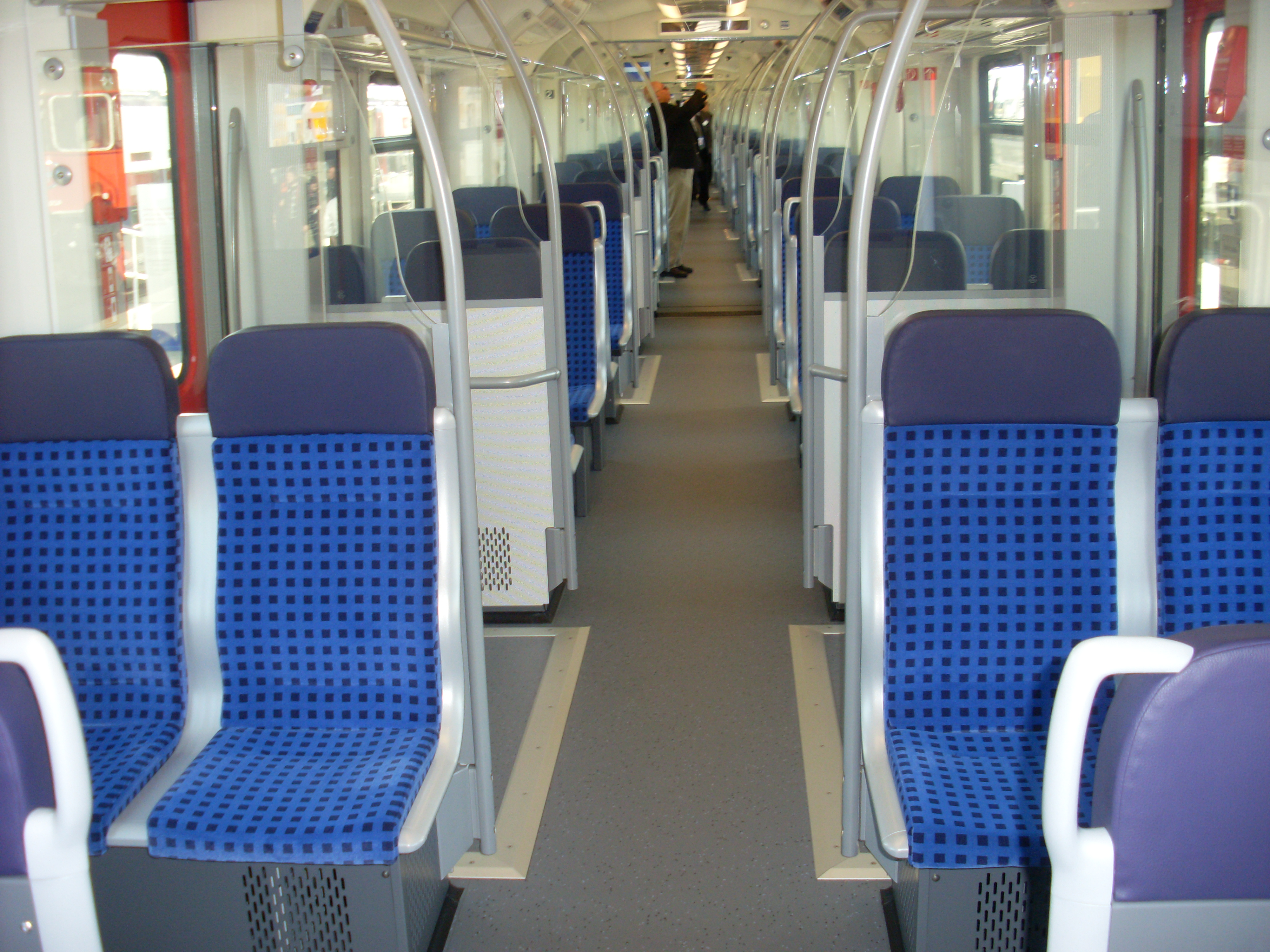
Interiören i en BR 430